# La bandera
La bandera è un film francese del 1935 diretto da Julien Duvivier.